# Oncideres pustulata
Oncideres pustulata là một loài bọ cánh cứng trong họ Cerambycidae.